# Bengalúr
Bengalúr ( Bengalúru; kannadsky ಬೆಂಗಳೂರು) je hlavní město indického státu Karnátaka. Do 1. listopadu 2006 se oficiálně jako název města používalo poangličtěné Bangalore. S počtem obyvatel přes cca 8,5 milionů je to třetí největší město v Indii.

## Geografie

### Poloha
Bengalúr leží v jihovýchodní části jihoindického státu Karnátaka. Leží v průměrné nadmořské výšce 920 m, na 12,97° s. š. a 77,56° v. d. Zaujímá plochu 2190 km².
Nejvyšším bodem je Doddabettahalli s 962 m.

### Podnebí
Bengalúr leží v tropickém podnebném pásu. Zimní teploty jen zřídka klesají pod 12 °C a letní teploty málokdy překračují 38 °C. Monzuny začínají v polovině dubna. Nejvlhčími měsíci jsou (v pořadí) srpen, září a říjen. Letní vedra jsou zmírňována častými bouřkami a příležitostnými větrnými bouřemi způsobujícími výpadky proudu a místní záplavy. Většinou se déšť objevuje pozdě odpoledne, večer nebo v noci, déšť před polednem je vzácností.

### Vodní hospodářství
Městem protéká řeka Vrishabhavathi, menší přítok řeky Arkavathi. Bengalúr má i několik sladkovodních jezer a vodních nádrží, z nichž největší jsou nádrž Madivala, jezero Hebbal, jezero Ulsoor a nádrž Sankey.
Na jihovýchodě města se nachází extrémně znečištěné jezero Bellandur. Kombinace splašků a nečištěného chemického odpadu z továren vedla v květnu 2015 k jeho samovznícení.

#### Kanalizace
Většinu odpadní vody z města společně odvádějí řeky Vrishabhavathi a Arkavathi. Kanalizační systém, postavený v roce 1922, pokrývá 215 km² města a je napojen na pět čistíren odpadních vod situovaných v okrajových částech města.

#### Pitná voda
Pro zásobování města vodou nechal v 16. století Kempe Gowda I postavit mnoho nádrží. Ve 20. století byly postaveny vodní nádrže v Nandi Hills. V současné době[kdy?] Bengalúr (při potřebě zásobování 8,5 milionů obyvatel) závisí na nádržích v povodí řeky Kávérí a na dodávkách vody z řek Vrishabhavathi a Arkavathi. Bengalúr čerpá celkem 800 milionů litrů vody denně, což je více než kterékoli jiné indické město, přesto se, především přes léto, město potýká s nedostatkem vody.

### Znečištění vzduchu
Bengalúr je řazen do kategorie se středním znečištěním vzduchu, v porovnání s dalšími velkými indickými městy jako Dillí nebo Kalkata, která jsou zařazena do kategorie s těžkým znečištěním.

## Doprava
Město se prudce rozvíjí a veřejná doprava tomuto růstu nestačí. Téměř veškerá nákladní doprava se děje po silnici a protože nefunguje odvoz odpadků, které se často spalují na místě, je znečištění vzduchu značné. Veřejnou dopravu tvoří množství přeplněných a často zastaralých autobusů a od roku 2011 také metro (výstavba zahájena v roce 2007). Od června 2017 jsou v provozu dvě linky (fialová a zelená), v celkové délce 77 km (z toho 8,8 km v tunelu) se 68 stanicemi. Metro je v provozu mezi 6. a 22. hodinou, interval 3 až 15 minut. Ve stavbě je druhá fáze se třema novými linkami (modrá, růžová, žlutá) v celkové délce 95 km s 63 stanicemi. Průměrná rychlost činí 35 km/h, v roce 2023 metro přepravilo 233 milionů osob.
Ulice města jsou ve špatném stavu a neustále blokované dopravními zácpami, takže cesta přes město, například na letiště, může trvat i čtyři a více hodin. Nejrozšířenějším dopravním prostředkem jsou skútry a motorové rikši, kterých je v Bengalúru víc než v kterémkoli jiném městě na světě.

## Partnerská města
- Minsk, Bělorusko (1973)
- Cleveland, USA (1992)
- San Francisco, USA (2008)
- Čcheng-tu, Čínská lidová republika (2013)